# Arnau Ramírez i Carner
Arnau Ramírez i Carner   (15 de febrer de 1989) és un polític català del Partit dels Socialistes de Catalunya (PSC).
Politòleg de formació, ha estat regidor a Sant Feliu de Codines, Primer Secretari de la Joventut Socialista de Catalunya i, des de 2023, és el Secretari LGTBI del PSC. Diputat al Congrés per Barcelona. El novembre de 2024 va ser elegit president de la comissió d’investigació de l’operació Catalunya al Congrés, en substitució de Mariluz Martínez Seijo.